# SH-05B
docomo STYLE series SH-05B（ドコモ スタイル シリーズ エスエイチ ゼロ ゴ ビー）は、シャープによって開発された、NTTドコモの第3世代携帯電話（FOMA）端末であるdocomo STYLE seriesの一つである。雑誌『Seventeen』のカリスマモデル3人と読者が選んだ、ALLピンク3色のコンセプトデザインケータイとなる。

## 概要
雑誌「Seventeen」のカリスマモデル桐谷美玲、波瑠、有末麻祐子とのコラボレーションモデルとなっており、女子中高生を中心にリサーチを実施し、女子中高生が求める、機能、外観、インターフェースの仕様となっている。
女子中高生がケータイのカメラに求める機能の上位にあがった「内カメ」（内側カメラ）を重視している。内側カメラで撮影した被写体の顔に「ほっそり」「目ぱっちり」「色白」などの効果を加えることができる「盛り写メ」機能や内側カメラ専用キーが用意され、ワンボタン即座に起動ができ、ハンドミラー代わりになる。
撮影する人の顔をあらかじめ登録しておくと、撮影の際に優先的にフォーカスしてくれる。また登録した相手ごとにフォーカスマークをカスタマイズすることができる。またシャープ製ならではの、「笑顔フォーカスシャッター」「振り向きシャッター」も搭載されている。
個人検出で撮影した写真には名前情報も記録され、名前を指定すれば、観たい人が写った写真のみをピックアップしてアルバムとして表示させることができる。
フォントは「AXISフォント」「LC太明朝」「SHクリスタルタッチ」がプリインストールされている。
デコメ絵文字では、ハートだけで100種類あり、その他に桐谷美玲の手書き平仮名も絵文字として採用されている。全部で1536種類内蔵されている。
女子中高生がよく使う語を集めた「Seventeen辞書」をSHARPの携帯サイト「SH-MODE」で提供している。
リモートメールアプリが搭載されており、PCメールの送受信も可能となる。
NTTドコモのフェムトセル、マイエリアに対応している。

## 機能
| 主な対応サービス                   | 主な対応サービス                                                    | 主な対応サービス                       | 主な対応サービス                                 |
| ---------------------------------- | ------------------------------------------------------------------- | -------------------------------------- | ------------------------------------------------ |
| タッチパネル                       | FOMAハイスピード7.2Mbps                                             | Bluetooth                              | DCMX／おサイフケータイ                           |
| iアプリオンライン／地図アプリ      | 直感ゲーム／メガiアプリ                                             | iウィジェット                          | マチキャラ／iコンシェル                          |
| ホームU／ポケットU                 | GPS／オートGPS／ケータイお探し                                      | デコメール／デコメ絵文字／デコメアニメ | iチャネル                                        |
| 着もじ                             | テレビ電話／キャラ電                                                | ケータイデータお預かりサービス         | フルブラウザ                                     |
| おまかせロック／ バイオ認証        | 外部メモリーへiモードコンテンツ移行／ユーザーデータ一括バックアップ | トルカ                                 | iC通信／iCお引越しサービス                       |
| きせかえツール／ダイレクトメニュー | バーコードリーダ／ 名刺リーダ                                       | 2in1                                   | エリアメール／ソフトウェアーアップデート自動更新 |
| GSM／3Gローミング（WORLD WING）    | 着うたフル／うた・ホーダイ                                          | Music&Videoチャネル／ビデオクリップ    | デジタルオーディオプレーヤー(AAC)(WMA)           |

## 内蔵iアプリ
- 逆転裁判4 for SH（体験版）
- リモートメール アプリメール for SH
- ネット辞典
- モバイルGoogleマップ
- iアバターメーカー
- iD 設定アプリ
- DCMXクレジットアプリ
- モバイルSuica登録用iアプリ
- Gガイド番組表リモコン
- 地図アプリ
- マクドナルドトクするアプリ
- 楽オク☆アプリ
- iアプリバンキング
- Start! iウィジェット
- SH-MODE INFO
- iWウォッチ
- お天気予報ウィジェット
- 株価アプリ

## 歴史
- 2009年11月10日 - F-01B -F-02B - F-03B - F-04B - L-01B - L-02B - L-03B - N-01B - N-02B - N-03B - P-01B - P-02B - P-03B - SH-01B - SH-02B - SH-03B - SH-04B - SH-05B - SC-01Bの開発を発表。
- 2009年12月7日 - 電気通信端末機器審査協会（JATE）認定。
- 2010年2月5日 - 発売。